# Dichondra brachypoda
Dichondra brachypoda là một loài thực vật có hoa trong họ Bìm bìm. Loài này được Wooton & Standl. mô tả khoa học đầu tiên năm 1913.